# Clayton Geathers
Clayton Geathers (Georgetown, 1º giugno 1992) è un giocatore di football americano statunitense che milita nel ruolo di strong safety per gli Indianapolis Colts della National Football League (NFL). Fu scelto nel corso del quarto giro (109º assoluto) del Draft NFL 2015 dai Colts. Al college giocò a football per UCF.

## Biografia

### Carriera universitaria
Geathers frequentò la University of Central Florida e giocò per gli UCF Knights dal 2010 al 2014. Dopo aver giocato solamente una singola partita mettendo a segno due tackle nella sua prima stagione, nel 2011, come freshman, partì da titolare in tutti i dodici incontri della stagione, facendo registrare 67 placcaggi totali (40 solitari e 27 assistiti) e sei passaggi deviati. Nel 2012, da sophomore, disputò da titolare 14 partite, mettendo a segno 117 placcaggi totali (62 solitari e 55 assistiti), due fumble forzati e cinque passaggi deviati. Nel 2013, come junior, disputò tutte le 13 partite da titolare, totalizzando 100 placcaggi totali (64 solitari e 36 assistiti), due intercetti, due fumble forzati e uno recuperato, e 10 passaggi deviati, guadagnandosi la selezione nella seconda formazione ideale All-AAC. Nel 2014, da senior, mise a segno 96 placcaggi totali (59 solitari e 37 assistiti), un sack, un intercetto, un fumble forzato e uno recuperato, e 9 passaggi deviati. Chiuse la sua carriera universitaria con 53 presenze (52 da titolare), 382 placcaggi totali (227 solitari e 155 assistiti), un sack, tre intercetti, cinque fumble forzati e due recuperati, e 30 passaggi deviati.

### Carriera professionistica

#### Indianapolis Colts

##### Stagione 2015
Geathers fu scelto nel corso del quarto giro (109º assoluto) del Draft NFL 2015 dagli Indianapolis Colts. Il 6 maggio 2015 firmò un contratto quadriennale del valore di 2,81 milioni di dollari con i Colts.
Debuttò come professionista subentrando nella gara del primo turno contro i Buffalo Bills in cui mise a segno 2 tackle e un passaggio deviato; i Colts furono sconfitti per 27–14. Disputò le successive sei partite prima di subire un infortunio al ginocchio che lo costrinse a saltare l'incontro del settimo turno contro i New Orleans Saints. Il 22 novembre 2015, Geathers disputò la sua prima partita da titolare, sostituendo il compagno di squadra infortunato Mike Adams, nell'undicesimo turno contro gli Atlanta Falcons; mise a segno un record stagionale di 9 placcaggi totali (7 solitari e 2 assistiti). Nel quattordicesimo turno contro i Jacksonville Jaguars mise a segno un solo placcaggio e il primo fumble forzato in carriera, ritornandolo per 29 yard; i Colts furono sconfitti per 16–51. Terminò la sua stagione da rookie con 15 presenze (due da titolare), 34 placcaggi totali (27 solitari e 7 assistiti), un fumble forzato e un passaggio deviato.

##### Stagione 2016
Geathers iniziò il training camp estivo come free safety titolare. Il 26 luglio 2016 fu annunciato che in allenamento subì una frattura al piede. Ciononostante fu nominato free safety titolare per l'inizio della stagione 2016, al fianco di Mike Adams.
A causa dell'infortunio che subì in allenamento, Geathers non prese parte alla gara inaugurale della stagione contro i Detroit Lions, persa 35–39. Il 26 settembre 2016, nella partita del terzo turno contro i San Diego Chargers, mise a segno 6 placcaggi totali (5 assistiti e uno assistito) e nel quarto periodo mise a segno il suo primo fumble forzato in carriera, ai danni del tight end Hunter Henry, successivamente recuperato da Mike Adams; la giocata aiutò i Colts ad assicurare la propria vittoria per 26–22. Nella gara del quinto turno contro i Chicago Bears, mise a segno un record stagionale di 9 placcaggi totali (7 solitari e 2 assistiti); i Colts vinsero per 29–23. Nell'undicesimo turno, contro i Tennessee Titans, eguaglio il suo record stagionale di 9 placcaggi totali e deviò un passaggio; durante il quarto periodo subì una commozione cerebrale e un infortunio al collo che lo costrinsero a lasciare la partita. A causa di questo infortunio, il 12 dicembre 2016, i Colts inserirono Geathers nella lista degli infortunati,  terminando così la sua stagione con nove presenze da titolare, 58 placcaggi totali (49 solitari e 9 assistiti), un fumble forzato e cinque passaggi deviati.

##### Stagione 2017
Nel mese di marzo 2017, Geathers si sottopose ad un intervento chirurgico per riparare un rigonfiamento all'ernia del disco al collo. Il 2 settembre 2017, per l'inizio della stagione 2017, fu inserito dalla squadra nella lista degli infortunati come phisically unable to perform (non idoneo fisicamente per giocare), per permettergli di recuperare dall'infortunio al collo. Dopo aver perso le prime dieci partite della stagione, Geathers fu attivato il 4 novembre 2017, e fu nominato free safety titolare dopo Darius Butler. Nell'ultima partita della stagione regolare, contro gli Houston Texans, mise a segno un record stagionale di tre placcaggi totali (due solitari e uno assistito); i Colts vinsero per 22–13. Geathers terminò la stagione con solamente cinque presenze (di cui una da titolare) e 8 placcaggi totali (5 solitari e 3 assistiti).

##### Stagione 2018

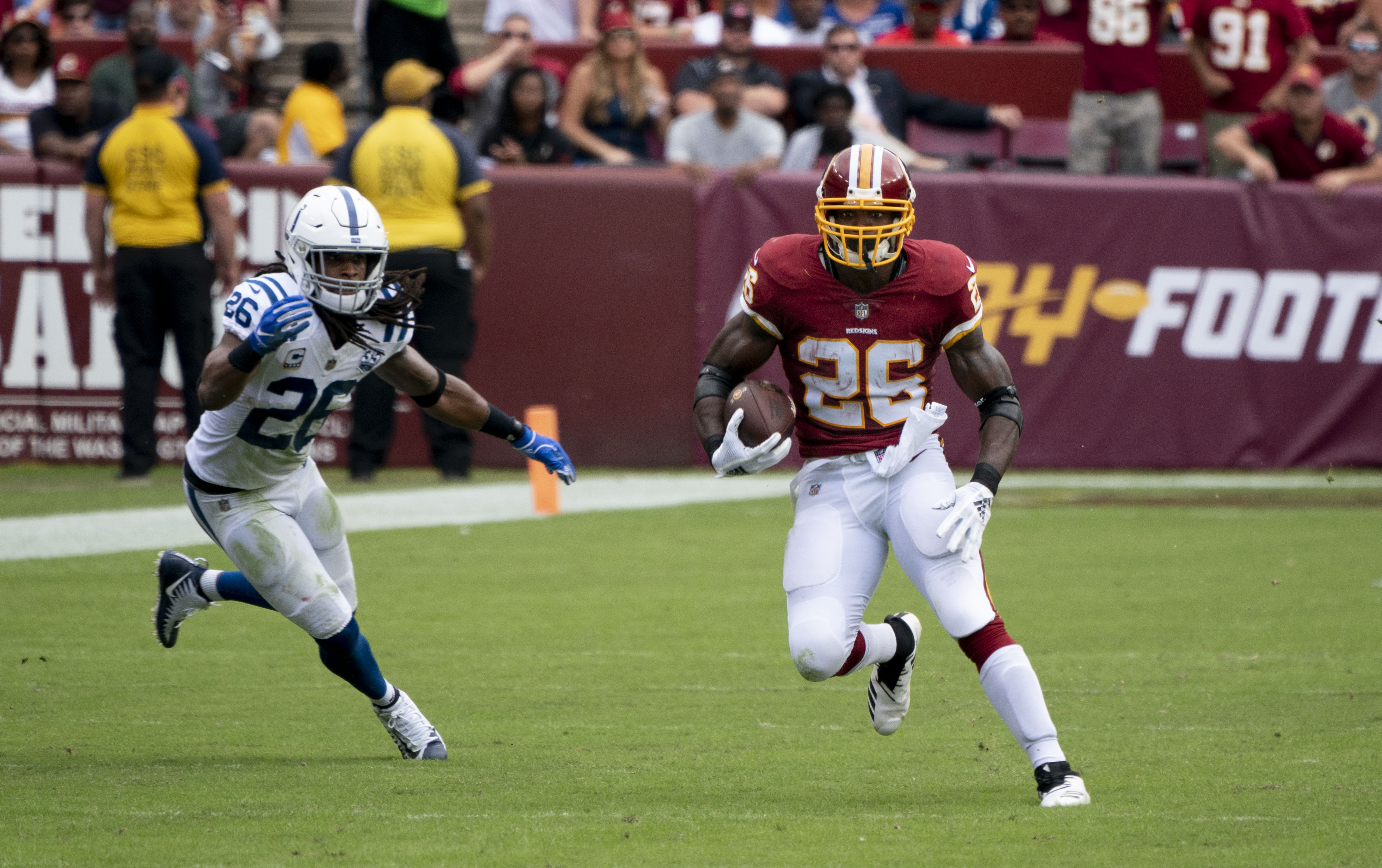
Geathers insegue Adrian Peterson nella gara contro i Washington Redskins.

Con l'arrivo di Frank Reich come nuovo capo-allenatore, la difesa cambiò da uno schema 3-4 a 4-3. Durante il training camp estivo, Geathers dovette competere per il ruolo di strong safety titolare con Matthias Farley. Fu nominato strong safety titolare per l'inizio della stagione 2018.
Nella gara inaugurale della stagione, contro i Cincinnati Bengals, Geathers mise a segno sette placcaggi solitari e forzò un fumble; i Colts furono sconfitti per 23–34. Il 23 settembre 2018, nel terzo turno contro i campioni in carica Philadelphia Eagles, fece registrare un record stagionale di 13 placcaggi totali (11 solitari e 2 assistiti) e un passaggio deviato; i Colts furono sconfitti per 16–20. Geathers terminò la stagione regolare con dodici presenze da titolare, un record in carriera di 89 placcaggi totali (61 solitari e 28 assistiti), un fumble forzato e tre passaggi difesi.
I Colts terminarono la stagione regolare con un bilancio di 10–6 e riuscirono a qualificarsi per i play-off per la prima volta dal 2014. Geathers partì da titolare nella sua prima partita nei play-off in carriera, il Wild Card Game contro gli Houston Texans, nel quale mise a segno nove placcaggi totali (cinque solitari e quattro assistiti) e un passaggio deviato; i Colts vinsero per 21–7. Partì da titolare anche nel turno successivo, il Divisional Round contro i capolista della AFC Kansas City Chiefs, facendo registrare 11 placcaggi totali (9 solitari e 2 assistiti); i Chiefs sconfissero i Colts 31–13, ponendo fine alla loro stagione.